# Quila (Jalisco)
El pueblo de Quila (Quila el Grande) está situado en el Municipio de Tecolotlán en el Estado de Jalisco. Tiene aproximadamente 1200 habitantes. Se encuentra a 1920 metros de altitud.